# Pseudoamallothrix obtusifrons
Pseudoamallothrix obtusifrons är en kräftdjursart som först beskrevs av Georg Ossian Sars 1905.  Pseudoamallothrix obtusifrons ingår i släktet Pseudoamallothrix och familjen Scolecitrichidae. Inga underarter finns listade i Catalogue of Life.